# Liste der Dekanate der Diözese St. Pölten
Die Diözese St. Pölten ist in folgende 20 Dekanate und 422 Pfarren unterteilt:
- Dekanat Amstetten
  - Amstetten-Herz-Jesu, Amstetten-St. Marien, Amstetten-St. Stephan, Ardagagger-Markt, Ardagger-Stift, Aschbach, Euratsfeld, Ferschnitz, Kollmitzberg, Krenstetten, Mauer-Oehling, Neuhofen an der Ybbs, Neustadtl an der Donau, Oed, Sindelburg, St. Georgen am Ybbsfelde, Stephanshart, Strengberg, Ulmerfeld-Hausmening, Viehdorf, Winklarn, Zeillern
- Dekanat Geras
  - Blumau an der Wild, Drosendorf, Eibenstein, Felling, Geras, Großau, Göpfritz an der Wild, Hardegg, Harth, Japons, Kirchberg an der Wild, Langau, Niederfladnitz, Niklasberg, Nondorf an der Wild, Oberhöflein, Obermixnitz, Pernegg in Niederösterreich, Pleissing, Sallapulka, Theras, Trabenreith, Walkenstein, Weikertschlag, Weitersfeld, Zissersdorf
- Dekanat Gmünd
  - Brand bei Gmünd, Dietmanns, Eggern, Eisgarn, Gmünd-St. Stefan, Gmünd-Neustadt, Großpertholz, Großschönau, Harbach, Harmanschlag, Haugschlag, Heidenreichstein, Heinrichs bei Weitra, Hoheneich, Höhenberg, Karlstift, Kirchberg am Walde, Langegg, Litschau, Nagelberg, Reingers, Schrems, Seyfrieds, Siebenlinden, Spital, St. Martin im Waldviertel, St. Wolfgang bei Weitra, Süßenbach, Unserfrau, Waldenstein, Weitra, Weißenalbern
- Dekanat Göttweig
  - Arnsdorf, Brunnkirchen, Furth, Gansbach, Hain, Hollenburg, Maria Langegg, Mautern an der Donau, Oberwölbling, Obritzberg, Paudorf-Göttweig, Rossatz, Statzendorf, Unterbergern
- Dekanat Haag
  - Behamberg, Erla, Ernsthofen, Ertl, Haag, Haidershofen, Kürnberg, Langenhart, Seitenstetten, St. Johann in Engstetten, St. Michael am Bruckbach, St. Pantaleon in NÖ, St. Peter in der Au, St. Valentin, Vestenthal, Weistrach, Wolfsbach
- Dekanat Herzogenburg
  - Getzersdorf, Gutenbrunn-Heiligenkreuz, Heiligeneich, Herzogenburg, Inzersdorf an der Traisen, Kapelln, Maria Jeutendorf, Nussdorf ob der Traisen, Pottenbrunn, Reidling, St. Andrä an der Traisen, Stollhofen, Traismauer, Weißenkirchen an der Perschling
- Dekanat Horn
  - Altenburg, Altpölla, Burgschleinitz, Dietmannsdorf an der Wild, Eggenburg, Franzen, Freischling, Gars am Kamp, Horn, Idolsberg, Kattau, Krumau am Kamp, Kühnring, Maria Dreieichen, Messern, Mödring, Neukirchen an der Wild, Neupölla, Plank am Kamp, Reinprechtspölla, Rodingersdorf, Roggendorf, Röhrenbach, Schönberg am Kamp, Sigmundsherberg, St. Bernhard, St. Leonhard am Hornerwald, St. Marein in NÖ, Stiefern, Stockern, Strögen, Tautendorf
- Dekanat Krems
  - Brunn im Felde, Droß, Dürnstein an der Donau, Egelsee, Gföhl, Gobelsburg, Imbach, Krems-Lerchenfeld, Krems St. Paul, Krems St. Veit, Langenlois, Lengenfeld, Lichtenau, Loiben, Loiwein, Mittelberg in NÖ, Obermeisling, Rastbach, Rohrendorf, Schiltern, Senftenberg, Stein an der Donau, Stratzing, Theiß, Zöbing
- Dekanat Lilienfeld
  - Annaberg in NÖ, Eschenau in NÖ, Grünau, Hainfeld, Hohenberg, Josefsberg, Kaumberg, Kirchberg an der Pielach, Kleinzell, Lehenrotte, Lilienfeld, Loich, Mitterbach am Erlaufsee, Ober-Grafendorf, Rabenstein an der Pielach, Ramsau, Rohrbach an der Gölsen, Schwarzenbach an der Gölsen, Schwarzenbach an der Pielach, St. Aegyd am Neuwalde, St. Veit an der Gölsen, Traisen, Türnitz, Weinburg in NÖ, Wilhelmsburg
- Dekanat Maria Taferl
  - Altenmarkt im Yspertal, Artstetten, Dorfstetten, Ebersdorf, Gottsdorf, Kleinpöchlarn, Laimbach am Ostrong, Marbach an der Donau, Maria Taferl, Münichreith am Ostrong, Neukirchen am Ostrong, Nöchling, Persenbeug, Pisching, Pöbring, Pöggstall, St. Oswald, Ysper
- Dekanat Melk
  - Aggsbach Dorf, Bischofstetten, Gerersdorf-Prinzersdorf, Gerolding, Hafnerbach, Haindorf, Haunoldstein, Hürm, Karlstetten, Kilb, Loosdorf bei Melk, Mank, Markersdorf an der Pielach, Matzleinsdorf, Mauer, Melk, Neidling, Ruprechtshofen, Schönbühel an der Donau, St. Leonhard am Forst, St. Margarethen an der Sierning, Zelking
- Dekanat Neulengbach
  - Altlengbach, Asperhofen, Brand-Laaben, Böheimkirchen, Eichgraben, Johannesberg, Kasten, Maria Anzbach, Michelbach, Murstetten, Neulengbach, Ollersbach, Pyhra bei St. Pölten, St. Christophen, Stössing, Totzenbach, Wald, Würmla
- Dekanat Scheibbs
  - Frankenfels, Gaming, Gresten, Kirnberg an der Mank, Lackenhof-Neuhaus, Lunz am See, Oberndorf an der Melk, Plankenstein, Puchenstuben, Purgstall, Randegg, Reinsberg, Scheibbs, St. Anton an der Jessnitz, St. Georgen an der Leys, St. Gotthard in NÖ, Texing
- Dekanat Spitz
  - Aggsbach-Markt, Albrechtsberg, Els, Emmersdorf, Heiligenblut in NÖ, Kirchschlag, Kottes, Maria Laach am Jauerling, Mühldorf-Niederranna, Ottenschlag, Purk, Raxendorf, Spitz, St. Johann bei  Großheinrichschlag, Weinzierl am Walde, Weiten, Weißenkirchen, Wösendorf
- Dekanat St. Pölten
  - St. Georgen am Steinfelde, St. Pölten-Dompfarre, St. Pölten-Franziskanerpfarre, St. Pölten Maria Lourdes, St. Pölten-Spratzern, St. Pölten-St. Johannes-Kapistran, St. Pölten-St. Josef, St. Pölten-Stattersdorf-Harland, St. Pölten-Viehofen, St. Pölten-Wagram
- Dekanat Tulln
  - Abstetten, Chorherrn, Freundorf, Judenau, Königstetten, Langenlebarn, Langenrohr, Maria Ponsee, Michelhausen, Ollern, Rappoltenkirchen, Ried am Riederberg, Rust, Sieghartskirchen, St. Andrä im Hagentale, Tulbing, Tulln-St. Severin, Tulln-St. Stephan, Zeiselmauer, Zwentendorf
- Dekanat Waidhofen an der Thaya
  - Aigen bei Raabs, Allentsteig, Buchbach, Dobersberg, Echsenbach, Gastern, Großhaselbach, Großsiegharts, Hirschbach in NÖ, Kautzen, Langenschwarza, Ludweis, Münichreith an der Thaya, Obergrünbach, Pfaffenschlag, Puch in NÖ, Raabs an der Thaya, Reibers, Scheideldorf, Schwarzenau, Speisendorf, Thaya, Vitis, Waidhofen an der Thaya, Waldkirchen an der Thaya, Windigsteig
- Dekanat Waidhofen an der Ybbs
  - Allhartsberg, Biberbach, Böhlerwerk, Göstling an der Ybbs, Hollenstein an der Ybbs, Gleiß, Konradsheim, Mendling, Opponitz, Sonntagberg, St. Georgen in der Klaus, St. Georgen am Reith, St. Leonhard am Walde, Waidhofen an der Ybbs, Windhag, Ybbsitz, Zell an der Ybbs
- Dekanat Ybbs
  - Blindenmarkt, Erlauf, Golling, Krummnußbaum, Neumarkt an der Ybbs, Petzenkirchen, Pöchlarn, St. Martin am Ybbsfelde, Steinakirchen am Forst, Säusenstein, Wieselburg, Ybbs an der Donau
- Dekanat Zwettl
  - Altmelon, Arbesbach, Bärnkopf, Brand bei Loschen, Etzen, Friedersbach, Grafenschlag, Grainbrunn, Griesbach, Großgerungs, Großglobnitz, Großgöttfritz, Großreinprechts, Gutenbrunn am Weinsberg, Jagenbach, Jahrings, Kirchbach in NÖ, Langschlag, Marbach am Walde, Martinsberg, Niedergrünbach, Niedernondorf, Oberkirchen, Oberstrahlbach, Rappottenstein, Rastenfeld, Rieggers, Sallingberg, Sallingstadt, Schloss Rosenau, Schweiggers, Schönbach, Bad Traunstein, Waldhausen in NÖ, Wurmbrand, Zwettl-Stadt, Zwettl-Stift